# Piros Zsombor
Piros Zsombor (Budapest, 1999. október 13. –) magyar junior teniszjátékos, felnőtt magyar bajnok, U18 korosztályos Európa-bajnok, csapatban U18 korosztályos Európa-bajnoki bronzérmes, egyéniben és párosban Grand Slam-tornagyőztes.
2017-ben januárban megnyerte az Australian Open junior fiú döntőjét, és júniusban a Roland Garros junior páros döntőjét.

## Életrajz
Négy éves korában kezdett el teniszezni. Edzője apja, Piros Attila.
Első juniorversenyén a budapesti ETC Cup-on 2014-ben vett részt. 2015-ben győzött élete első felnőtt tornáján, és Balázs György edzősége mellett ebben az évben megnyerte a 16 éven aluliak országos bajnokságát.
A 2016-os Australian Openen a junior fiúk versenyében a selejtezőből feljutott a főtáblára, azonban az 1. körben 4–6, 5–7 arányban vereséget szenvedett a görög Stefanos Tsitsipastól. 2016. februárban országos felnőtt bajnokságot nyert. A 2016-os Roland Garros junior fiúk versenyén a kvalifikáció döntőjében szenvedett vereséget, így nem jutott fel a főtáblára.
2016. augusztusban az U18 korosztályos junior Európa-bajnokságon csapatban bronzérmet szerzett.
2017. január 28-án a 2017-es Australian Open döntőjében három játszmában, 4–6, 6–4, 6–3-ra legyőzte az izraeli Yishai Olielt, ezzel második magyar junior fiúversenyzőként szerzett Grand Slam-győzelmet, Fucsovics Márton 2010-es wimbledoni győzelme után. Egyben az első magyar fiúversenyző, aki az Australian Openen nyerni tudott, Kapros Anikó 2000-ben szerzett junior lánygyőzelme után.
2017. június 10-én a spanyol Nicola Kuhn partnereként megnyerte a Roland Garros junior fiúk páros döntőjét. Július 30-án egyéniben U18 korosztályos Európa-bajnoki címet szerzett, párosban Marozsán Fábiánnal bronzérmes lett. Októberben felnőtt országos bajnoki címet szerzett.
A 2018-as Australian Openen már a felnőttek között szabadkártyával indulhatott a selejtezőben, és a 2. körig jutott.
2018 júniusában szerezte meg első ITF tornagyőzelmét, Magyarországon. Illetve ebben az évben megszerezte akkori legnagyobb győzelmét, legyőzte Jiri Veselyt (91.) öt játszmában, 3-6, 6-4, 4-6, 7-6, 7-5-re. Bemutatkozott az ATP-szinten. Nagyrészt challenger versenyeken próbálkozott, legjobb eredménye 1 elődöntő volt.
A 2021-es év hozta számára az áttörést, 3 ITF tornagyőzelem mellett rengeteg elődöntője volt. Az év második felében játszott 4 challenger versenyen, ebből 3-szor volt főtáblán, kétszer selejtezőből. Első challengerén a 32 között a TOP 100-as Brandon Nakashima (70.) állította meg, aki akkor megállíthatatlan formában volt ezen a szinten. A harmadik versenyen berobbant, és a selejtezőből érkezve és TOP 100-ast verve (S. Travaglia) döntőbe jutott, ahol az akkorra sorozatban 5., egész évben 8. challenger tornagyőzelmét aratta.
A világszintű siker ezután jött a Davis-kupa szuperdöntőjében, ahol 2-ből 2 TOP 100-ast vert egyéniben. Először az Ausztrálok ellen John Millmant (72.) 4-6, 6-4, 6-3-ra, majd az igazi siker Marin Cilic (30.) legyőzése volt, ezt egy 4-6, 7-5, 6-4-es meccsel abszolválta.

## Eredményei
- U14 nemzetközi verseny, 2013: 3-4.[13]
- Budapesti ETC Cup, 2014: 8-16.[14]
- Budapest, Fedettpályás Budapest- és Vidék Bajnokság : 1. hely[15]
- Budaörsi 2-es ITF junior verseny, 2015 : 3.-4. (párosban Kotormán Ákossal)[16]
- Horvátország, 10000 $ verseny, 2015 : első ATP pontja[17]
- Budapest, első ITF tornagyőzelme.

## Junior Grand Slam-döntői

### Egyéni

#### Győzelmei (1)
| Év   | Torna           | Borítás | Ellenfél     | Eredmény      |
| ---- | --------------- | ------- | ------------ | ------------- |
| 2017 | Australian Open | Kemény  | Yishai Oliel | 4–6, 6–4, 6–3 |

### Páros

#### Győzelmei (1)
| Év   | Torna         | Borítás | Partner     | Ellenfél                  | Eredmény |
| ---- | ------------- | ------- | ----------- | ------------------------- | -------- |
| 2017 | Roland Garros | Salak   | Nicola Kuhn | Vasil Kirkov Danny Thomas | 6–4, 6–4 |